# 吳忠超
吴忠超（1946年— ），中国福建省福州人，浙江工业大学教授，曾将其导师史蒂芬·霍金的《时间简史》、《果壳中的宇宙》和《大设计》等大量科普著作翻译为中文。

## 简介
1963年，吴忠超受教育家刘达赏识，进入中国科学技术大学数学系学习，后转至电子学系，文革后期于中国科学技术大学任教员。1979年，受物理学家钱临照推荐，前往英国剑桥大学，师从理论物理学家史蒂芬·霍金学习理论物理学，主要研究极早期宇宙，1984年获剑桥大学博士学位，博士论文题目为《宇宙模型和暴涨宇宙》（Cosmological models and the inflationary universe）。
吴忠超关于时空的维度问题的论文获1985年国际引力基金会论文比赛的第三名。1998年，吴忠超给出量子宇宙学中太初黑洞量子创生的最一般结果，2001年又利用超引力量子宇宙学，首次证明了可观察时空的四维性。
2002年，吴忠超在浙江工业大学创建天体物理研究所並擔任所長。

## 译著
霍金科普著作的中译本，几乎都是由吴忠超翻译的，包括《时间简史》《时间简史普及版》、《果壳中的宇宙》和《大设计》等。